# Mokopirirakau kahutarae
Mokopirirakau kahutarae е вид влечуго от семейство Diplodactylidae. Видът е почти застрашен от изчезване.

## Разпространение
Разпространен е в Нова Зеландия.